# Продавець птахів (фільм)
Продавець птахів (нім. Der Vogelhändler) — німецька музична комедія 1935 року режисера Е. В. Емо з Марією Андергаст, Вольфом Альбах-Ретті та Ліль Даґовер у головних ролях. Фільм-оперета, знятий за мотивами однойменного твору Карла Целлера.